# Mycetophila alacalufesi
Mycetophila alacalufesi är en tvåvingeart som beskrevs av Duret 1980. Mycetophila alacalufesi ingår i släktet Mycetophila och familjen svampmyggor. Inga underarter finns listade i Catalogue of Life.